# Holbrook (New York)
Pour les articles homonymes, voir Holbrook.
Holbrook est une census-designated place du comté de Suffolk, dans l'État de New York, aux États-Unis,. En 2020, elle compte une population de 26 487 habitants.